# Каляпин, Евгений
Евге́ний С. Каляпин (род. 1936) — советский футболист, защитник.
В 1955 году играл за команду КФК ФШМ Москва, провёл один матч в Кубке СССР. В 1959 году играл за дубль и клубную команду московского «Спартака». В 1960—1964 годах — игрок команды «Даугава-РВЗ» / «Даугава-РЭЗ» Рига, в чемпионате СССР в 1960—1962 годах провёл 72 матча. В 1967—1968 годах — в составе команды класса «Б» «Молния» Москва. Дальнейшая судьба неизвестна.